# Mogielnica (gmina)
Mogielnica (daw. miasto Mogielnica + gmina Borowe) – gmina miejsko-wiejska w województwie mazowieckim, w powiecie grójeckim. W latach 1975–1998 gmina położona była w województwie radomskim.
Siedzibą gminy jest Mogielnica.
Według danych z 31 grudnia 2017 gminę zamieszkiwało 8802 osób. Natomiast według danych z 31 grudnia 2019 roku gminę zamieszkiwało 8 682 osób.

## Polityka

### Władze gminy
- Burmistrz: Robert Lipiec
- Sekretarz: Grzegorz Frasoński
- Skarbnik: Anna Lewandowska

### Rada gminy
Przewodniczący rady gminy: Ewa Ścisłowska

### Poglądy wyborcze mieszkańców
Podczas wyborów parlamentarnych w 2011 roku mieszkańcy gminy najczęściej oddawali swój głos na kandydata PSL Mirosława Maliszewskiego, który zebrał 566 głosów co stanowiło 19,27% wszystkich oddanych, ważnych głosów. Spośród partii politycznych największym poparciem cieszyło się Prawo i Sprawiedliwość, otrzymując 45,83% głosów. Frekwencja wyniosła 42,03%. Rozkład głosów na poszczególne partie był następujący:.
- Prawo i Sprawiedliwość - 45,83%
- Polskie Stronnictwo Ludowe - 25,47%
- Platforma Obywatelska - 17,19%
- Ruch Palikota - 5,18%
- Sojusz Lewicy Demokratycznej - 4,12%
- Polska Jest Najważniejsza - 1,40%
- Polska Partia Pracy – Sierpień 80 - 0,48%
- Prawica - 0,34%

W wyborach do senatu triumfował Stanisław Karczewski zdobywając 53,21% głosów.
W wyborach prezydenckich w pierwszej turze najwięcej głosów otrzymał Jarosław Kaczyński zdobywając 59,87% głosów. Drugi był Bronisław Komorowski (19,32%), zaś trzeci Grzegorz Napieralski (10,75%). Frekwencja wyniosła 54.23%. W drugiej turze Kaczyński otrzymał 73,61% głosów, zaś Komorowski 26,39%.
Podczas wyborów do Parlamentu Europejskiego w 2014 najwięcej głosów otrzymało Prawo i Sprawiedliwość. Co drugi mieszkaniec gminy oddał głos na tę partię. 17,61% głosów otrzymało Polskie Stronnictwo Ludowe, zaś 12,85% Platforma Obywatelska. Frekwencja wyniosła 17,71%.

## Struktura powierzchni
Według danych z 2002 gmina Mogielnica ma obszar 141,56 km², w tym:
- użytki rolne: 81%
- użytki leśne: 12%

Gmina stanowi 10,24% powierzchni powiatu.

## Demografia

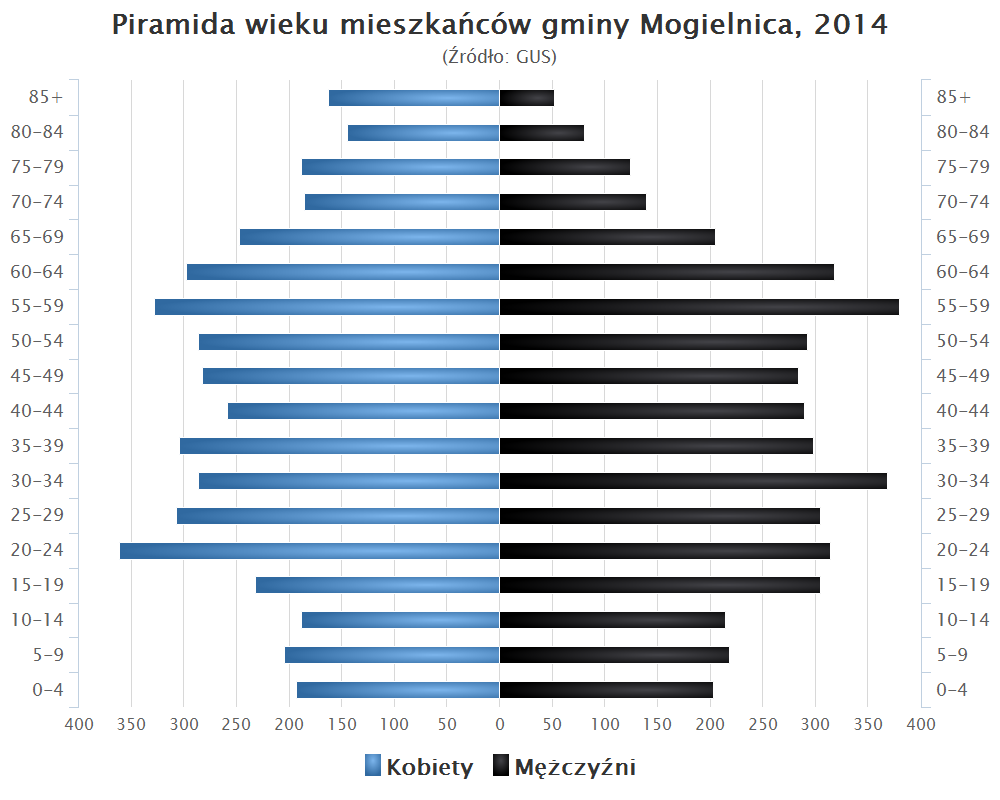
Piramida wieku mieszkańców gminy Mogielnica w 2014 roku

Dane z 31 grudnia 2017:
| Opis                              | Ogółem | Ogółem | Kobiety | Kobiety | Mężczyźni | Mężczyźni |
| --------------------------------- | ------ | ------ | ------- | ------- | --------- | --------- |
| jednostka                         | osób   | %      | osób    | %       | osób      | %         |
| populacja                         | 8802   | 100    | 4421    | 50,2    | 4381      | 49,8      |
| gęstość zaludnienia (mieszk./km²) | 62,0   | 62,0   | 31,1    | 31,1    | 30,9      | 30,9      |

## Położenie gminy
Gmina Mogielnica położona jest południowej części woj. mazowieckiego w odległości 60 km na południe od Warszawy i około 110 km na wschód od Łodzi. Przez gminę przechodzi droga wojewódzka nr 728 Grójec–Mogielnica–Jędrzejów. Gmina znajduje się w pasie Nizin Środkowopolskich w obrębie Wysoczyzny Rawskiej

## Gospodarka
Gmina Mogielnica leży niedaleko Warszawy i Grójca, dzięki czemu w gminie panuje małe bezrobocie. Wpływ na to mają także działające w pobliżu duże przedsiębiorstwa, jak np. Ferrero, Faurecia, czy Jahnckepol, które zapewniają dużą liczbę miejsc pracy. Oprócz tego duży wpływ na niski poziom bezrobocia w regionie mają prywatne gospodarstwa sadownicze.

## Sołectwa
Borowe, Brzostowiec, Dalboszek, Dąbrowa, Dębnowola, Dobiecin, Dylew, Dziarnów, Dziunin, Główczyn, Główczyn-Towarzystwo, Górki-Izabelin, Gracjanów, Jastrzębia, Jastrzębia Stara, Kaplin, Kozietuły, Kozietuły Nowe, Ługowice, Marysin, Michałowice, Miechowice, Odcinki Dylewskie, Otaląż, Otalążka, Pawłowice, Pączew, Popowice, Stamirowice, Stryków, Ślepowola, Świdno, Tomczyce, Ulaski Gostomskie, Wężowiec, Wodziczna, Wólka Gostomska.
Miejscowość bez statusu sołectwa: Cegielnia.

## Sąsiednie gminy
Belsk Duży, Błędów, Goszczyn, Nowe Miasto nad Pilicą, Promna, Sadkowice, Wyśmierzyce